# Stigmella abutilonica
Stigmella abutilonica là một loài bướm đêm thuộc họ Nepticulidae. Nó được miêu tả bởi Scoble năm 1978. Loài này có ở Nam Phi (Nó đã dược miêu tả ở the Umhlanga Rocks in Natal).
Ấu trùng ăn Abutilon grantii. Chúng có thể ăn lá nơi chúng làm tổ.